# Алберго Белведере
Алберго Белведере (итал. Albergo Belvedere) је насеље у Италији у округу Катанија, региону Сицилија.
Према процени из 2011. у насељу је живело 46 становника. Насеље се налази на надморској висини од 834 м.